# 呼啸运载火箭
呼啸运载火箭（俄语：Ро́кот，或译为“轰鸣号”）俄罗斯开发的一种小型运载火箭。它可以将质量为1950公斤的有效载荷送入高度200公里、轨道倾角63度的近地轨道。

## 简介
呼啸号运载火箭是苏联礼炮设计局利用冷战时代研制的UR-100N洲际弹道导弹（北约代号为SS-19“匕首”，START-1中称为RS-18）改装而成的。在UR-100N上加装一个“和风”上面级，就成了呼啸号火箭。1990年，呼啸号从拜科努尔航天中心的一个洲际导弹发射井里进行了第一次发射。在冷战结束后，俄罗斯开始将多余的战略导弹改装成运载火箭，因为这样做的成本实际上比销毁这些导弹更便宜。呼啸号就是其中现成的一种。 
现在呼啸号的正式提供商是Eurockot发射服务公司。该公司成立于1995年，是德国的戴姆勒-奔驰公司和俄罗斯赫鲁尼切夫航天中心共组的合资公司，其中戴姆勒-奔驰公司占51%的股份，赫鲁尼切夫航天中心占49%的股份。
执行呼啸号的商业发射任务的是俄罗斯北部的普列谢茨克发射场，这是一个主要用来发射军用卫星的发射场。火箭使用一个用原来用于发射宇宙-3M火箭的发射台改装而来的发射装置。
呼啸号目前只用于发射运行于低地轨道的小型商业载荷，每次发射的费用大约是1300万到1500万美元。

## 现状和发展
使用和风-K上面级的呼啸号在1990年、1991年和1994年从拜科努尔的地下井里执行了三次发射任务，验证了火箭的实用性。随后，Eurockot公司在普列谢茨克发射场将一座用于发射宇宙号火箭的发射架（133号发射阵地）改装为呼啸号的发射台。据该公司的首席执行官说，改装工作耗资0.35亿美元。2000年，使用和风-KM上面级的呼啸号在新发射台上进行了处女飞行，成功地将两颗模拟卫星送入预定轨道。火箭采用了为安加拉号火箭研制的整流罩。
呼啸号的商业发射任务在2005年的一次重大失败前一直很成功。2005年，呼啸号在发射欧洲空间局的“低温星”时第二级主发动机非正常关机，迫使地面人员中止火箭飞行。在这次事故之后，对火箭进行了全面停飞和检查，后于2006年复飞。
现在赫鲁尼切夫航天中心正在研究给呼啸号加装和风-KS上面级，这样就能使呼啸号具备发射地球静止轨道载荷的能力。

## 呼啸号运载火箭的发射任务列表
| 日期                                 | 使用的火箭型号 | 发射场地          | 载荷 | 备注                                                             | 失敗與否 |
| ------------------------------------ | -------------- | ----------------- | --- | ---------------------------------------------------------------- | -------- |
| 1990年11月20日                       | 呼啸号/和风-K  | 拜科努尔，LC131   | 实验载荷 | 亚轨道飞行                                                       | 成功     |
| 1991年12月20日                       | 呼啸号/和风-K  | 拜科努尔，LC175/1 | 实验载荷 | 亚轨道飞行                                                       | 成功     |
| 1994年12月26日                       | 呼啸号/和风-K  | 拜科努尔，LC175/1 | Radio-ROSTO卫星 |                                                                  | 成功     |
| 1999年12月22日                       | 呼啸号/和风-K  | 普列谢茨克，LC133 | RSVN-40实验载荷 | 没有发射，火箭在综合测试中损坏                                   | 失敗     |
| 2000年5月16日                        | 呼啸号/和风-KM | 普列谢茨克，LC133 | SimSat-1，SimSat-2 | 两颗都是铱星的模拟星；成功                                       | 成功     |
| 2002年3月17日                        | 呼啸号/和风-KM | 普列谢茨克，LC133 | GRACE-1、GRACE-2 美国 德国 |                                                                  | 成功     |
| 2002年6月20日                        | 呼啸号/和风-KM | 普列谢茨克，LC133 | 铱星-97、铱星-98 美国 |                                                                  | 成功     |
| 2003年6月30日                        | 呼啸号/和风-KM | 普列谢茨克，LC133 | 含羞草卫星 捷克 · DTUSat 丹麦 · MOST衛星 加拿大Cute-I · 地震发现者 美国 · AAU-Cubesat 丹麦 · Can X-1 加拿大 · 监视器-E模拟星 俄羅斯 · Cubesat-XI | 一箭9星                                                          | 成功     |
| 2003年10月30日                       | 呼啸号/和风-KM | 普列谢茨克，LC133 | SERVIS-1试验卫星 日本 |                                                                  | 成功     |
| 2005年8月26日                        | 呼啸号/和风-KM | 普列谢茨克，LC133 | 监视器-E1地球观测卫星 俄羅斯 |                                                                  | 成功     |
| 2005年10月8日                        | 呼啸号/和风-KM | 普列谢茨克，LC133 | 低温星(欧空局) | 欧空局的地球观测卫星，失败                                       | 失敗     |
| 2006年7月28日                        | 呼啸号/和风-KM | 普列谢茨克，LC133 | KOMPSAT 2地球观测卫星 |                                                                  | 成功     |
| 2008年5月23日                        | 呼啸号/和风-KM | 普列谢茨克，LC133 | 3 Gonets 俄羅斯 · Yubileiny 俄羅斯 |                                                                  | 成功     |
| 2009年3月17日 （页面存档备份，存于） | 呼啸号/和风-KM | 普列谢茨克，LC133 | GOCE(歐洲太空總署) | 歐洲太空總署的地球探測衛星                                       | 成功     |
| 2009年7月6日                         | 呼啸号/和风-KM | 普列谢茨克，LC133 | 3 Rodnik (衛星) |                                                                  | 成功     |
| 2009年11月2日                        | 呼啸号/和风-KM | 普列谢茨克，LC133 | SMOS(歐洲太空總署)、PROBA-2(歐洲太空總署) | SMOS歐洲太空總署的地球探測衛星 PROBA-2歐洲太空總署的太陽探測衛星 | 成功     |
| 2010年6月2日                         | 呼啸号/和风-KM | 普列谢茨克，LC133 | SERVIS-2 日本 | 日本試驗衛星                                                     | 成功     |
| 2010年9月8日                         | 呼啸号/和风-KM | 普列谢茨克，LC133 | Gonets-M No.2 俄羅斯 · Kosmos 2467 俄羅斯 · Kosmos 2468 俄羅斯                                                                                   | 通訊衛星                                                         | 成功     |
| 2011年2月1日                         | 呼啸号/和风-KM | 普列谢茨克，LC133 | Geo-IK-2 No.11 俄羅斯 | 大地測量學衛星 ，未達預定軌道                                    | 失敗     |

## 资料来源
- 《航天知识百科》，ISBN 7-105-03515-3